# Homalopygus longipes
Homalopygus longipes är en skalbaggsart som beskrevs av Sylvain Auguste de Marseul 1870. Homalopygus longipes ingår i släktet Homalopygus och familjen stumpbaggar. Inga underarter finns listade i Catalogue of Life.